# LaFee

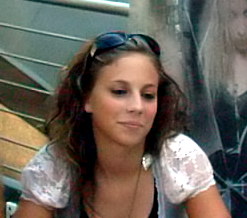
LaFee (2006)

LaFee (születési nevén Christina Klein) (Stolberg, Rajna-vidék-Pfalz, Németország, 1990. december 9. –) német pop-rock énekesnő, akit 13 éves korában fedezett fel Bob Arnz producer.
LaFee 2007-ben Echo-díjat nyert a legjobb kezdő kategóriában.

## Diszkográfia

### Albumok
| Év   | Cím                | Slágerlistás helyezések | Slágerlistás helyezések | Slágerlistás helyezések | Slágerlistás helyezések |
| Év   | Cím                | GER                     | AUT                     | SWI                     | FRA                     |
| ---- | ------------------ | ----------------------- | ----------------------- | ----------------------- | ----------------------- |
| 2006 | "LaFee"            | 1                       | 1                       | 19                      | –                       |
| 2007 | "Jetzt erst recht" | 1                       | 1                       | 14                      | 79                      |
| 2008 | "Shut Up"          | 21                      | 31                      | –                       | –                       |
| 2009 | "Ring Frei"        | 6                       | 5                       | 21                      | 185                     |
| 2011 | "Frei"             | 14                      | 21                      | 34                      | –                       |

### Válogatásalbum
- Best Of - LaFee (2009)

### Kislemezek
| Év   | Cím                  | Slágerlistás helyezések | Slágerlistás helyezések | Slágerlistás helyezések | Slágerlistás helyezések | Slágerlistás helyezések | Slágerlistás helyezések |
| Év   | Cím                  | GER                     | AUT                     | SWI                     | SWE                     | EU                      | Globális                |
| ---- | -------------------- | ----------------------- | ----------------------- | ----------------------- | ----------------------- | ----------------------- | ----------------------- |
| 2006 | "Virus"              | 14                      | 14                      | 70                      | –                       | 43                      | 64                      |
| 2006 | "Prinzesschen"       | 11                      | 10                      | 25                      | 40                      | 28                      | 59                      |
| 2006 | "Was ist Das?"       | 17                      | 25                      | 59                      | –                       | –                       | –                       |
| 2006 | "Mitternacht"        | 23                      | 27                      | –                       | –                       | –                       | –                       |
| 2007 | "Heul Doch"          | 3                       | 9                       | 54                      | –                       | 21                      | –                       |
| 2007 | "Beweg dein Arsch"   | 22                      | 35                      | 87                      | –                       | –                       | –                       |
| 2007 | "Wer Bin Ich"        | 25                      | 42                      | –                       | –                       | –                       | –                       |
| 2008 | "Shut Up"            | –                       | –                       | –                       | –                       | –                       | –                       |
| 2008 | "Ring frei"          | 22                      | 31                      | –                       | –                       | –                       | –                       |
| 2009 | "Scheiss Liebe"      | 44                      | 63                      | –                       | –                       | –                       | –                       |
| 2009 | "Der Regen fällt"    | 94                      | –                       | –                       | –                       | –                       | –                       |
| 2011 | "Ich bin"            | 80                      | 53                      | –                       | –                       | –                       | –                       |
| 2011 | "Leben wir jetzt"    | –                       | –                       | –                       | –                       | –                       | –                       |
| 2012 | "Zeig Dich!"         | –                       | –                       | –                       | –                       | –                       | –                       |
| 2015 | "Was bleibt"         | 75                      | –                       | –                       | –                       | –                       | –                       |
| 2015 | "Die ganze Welt"     | –                       | –                       | –                       | –                       | –                       | –                       |
| 2015 | "Hysteria"           | –                       | –                       | –                       | –                       | –                       | –                       |
| 2015 | "So gut!"            | –                       | –                       | –                       | –                       | –                       | –                       |
| 2015 | "Dein Geschenk"      | –                       | –                       | –                       | –                       | –                       | –                       |
| 2016 | "Ich gehör nur mir!" | –                       | –                       | –                       | –                       | –                       | –                       |
| 2016 | "Schwarze Tränen"    | –                       | –                       | –                       | –                       | –                       | –                       |
| 2017 | "Kämpferherz"        | –                       | –                       | –                       | –                       | –                       | –                       |

### Feldolgozások
- Du Liebst Mich Nicht (Tokio Hotel)